# Ejnar Forchhammer

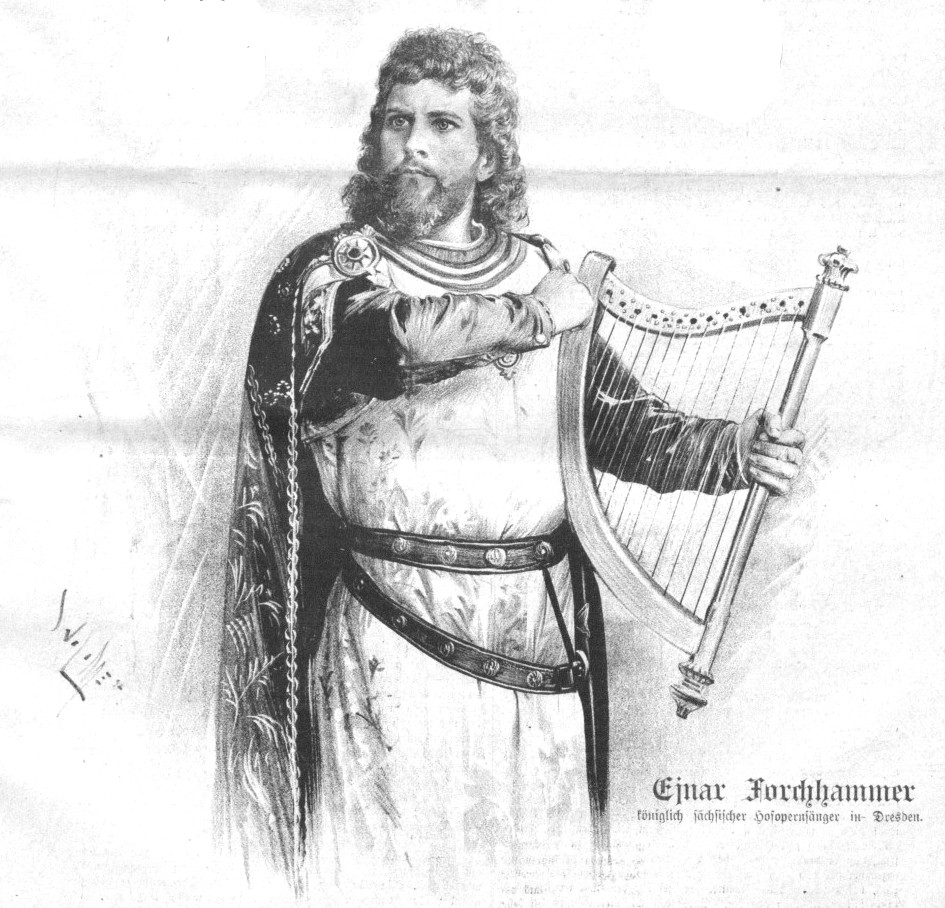
Ejnar Forchhammer (1897)

Ejnar Forchhammer (* 19. Juni 1868 in Kopenhagen, Dänemark; † 15. August 1928 in München, Deutsches Reich) war ein dänischer Opernsänger, Stimmlage Heldentenor.

## Leben und Wirken
Forchhammer war eins von 13 Kindern des Lehrers Johannes Nikolai Georg Forchheimer (1827–1909) und dessen Frau Abigail (1840–1888). Johann Georg Forchhammer war sein Großvater. Eine seiner Schwestern war die Frauenrechtlerin Henni Forchhammer. Einer seiner Brüder, Joergen Forchhammer, lebte als Stimmphysiologe in Kopenhagen, der andere Bruder Viggo Forchhammer arbeitete in der dänischen Hauptstadt als Gesangspädagoge.
Er begann in seiner Heimatstadt Kopenhagen Mathematik zu studieren, entwickelte aber recht bald großes Interesse für den klassischen Gesang. Stimmlich ausgebildet wurde er in Kopenhagen von Sextus Miskow und in Berlin von Julius Lieban. Nach seiner Fortbildung in Leipzig und Paris gab Forchhammer im Oktober 1895 seinen Einstand am Stadttheater von Lübeck mit der Rolle des Lohengrin. Im Jahr darauf ging der Däne an die Hofoper von Dresden. Hier feierte Forchhammer frühe Erfolge als Tenor mit Wagner-Partien, reüssierte aber auch mit italienischen und französischen Gesangsrollen. 1898 sang er dort in der Uraufführung der Oper Kirke von August Bungert. Weitere frühe Partien waren der Florestan (in Fidelio), der Max (in Der Freischütz), der Othello, der Canto (in Der Bajazzo), der Samson (in Samson und Delila) und der Eleazar (in La Juive).
Im Herbst 1902 wechselte Ejnar Forchhammer für zehn Jahre als erster Tenor an die Oper von Frankfurt am Main, in den Jahren 1912 bis 1916 gehörte er dem Ensemble des Wiesbadener Hoftheaters an. Zwischendurch unternahm Forchhammer immer wieder Gastspielreisen, die ihn ans Stadttheater von Bremen (1898), ans Leipziger Opernhaus (1899) und ans Hoftheater von Stuttgart (1900) führten. An der Wiener Hofoper sang er 1901 den Radames in Giuseppe Verdis Aida, an der Covent Garden Opera von London 1901 und 1910 den Tristan. Weitere Gastspiele führten Forchhammer seit der Jahrhundertwende bis kurz vor Ausbruch des Ersten Weltkriegs nach München (Hofoper), nach Köln (Hofoper), nach Zürich (Stadttheater), nach Graz (Stadttheater), nach Hannover (Hoftheater) sowie nach Basel (Stadttheater). In Amsterdam gastierte der Kopenhagener 1902 und 1913 mit dem Herodes in »Salome« von Richard Strauss und sang 1905 den Parsifal in der niederländischen Premiere. 1906 sang er den Pedro in der Frankfurter Premiere der Oper Tiefland von Eugen d’Albert.
Seinen letzten Bühnenauftritt absolvierte der Wahl-Deutsche 1919 in seiner alten Heimat mit dem Tannhäuser. Danach war Forchhammer nur noch als Konzert- und Liedersänger tätig. Neben seiner aktiven Phase als Opernsänger sorgte sich Ejnar Forchhammer auch immer wieder um die Ausbildung des Nachwuchses. Bereits in Frankfurt und Kopenhagen hatte er als Gesangspädagoge gearbeitet, ehe er zwei Jahre vor seinem Tod 1926, in München eine eigene Opernschule eröffnete. Zwei Jahre zuvor, 1924, wirkte er in dem dänischen Stummfilm Min Ven Privatdetektiven mit.
Forchhammer publizierte mehrere Abhandlungen zu Wagner und seinen Werken, darunter 1910 in Kopenhagen mit Om R. Wagner og hans Tannhäuser (Über Wagner und seinen Tannhäuser) eine musikkritische Studie zum Wagner-Gesang.
Forchhammer war seit 1905 verheiratet mit der Konzertsängerin Anna Kathrine (Nane) Scharffenberg (1876–1962), mit der er zwei Söhne hatte.